# Samsung Galaxy Tab 2 7.0
La Samsung Galaxy Tab 2 7.0 es una tableta Android de 7 pulgadas producida y comercializada por Samsung Electronics. Samsung Galaxy Tab 2 funciona con android Ice Cream Sandwich. Pertenece a la segunda generación de la serie Samsung Galaxy Tab, en la cual también hay un modelo de 10,1 pulgadas, la Galaxy Tab 2 10.1. Se anunció el 13 de febrero de 2012 y se lanzó en los EE. UU. el 22 de abril de 2012. Es la sucesora de la Samsung Galaxy Tab 7.0 Plus.

## Historia
La Galaxy Tab 2 7.0 se anunció el 13 de febrero de 2012. Se mostró junto con la Galaxy Tab 2 10.1 en la Mobile World Conference de 2012. Aunque originalmente estaba previsto que los dos dispositivos se lanzaran en marzo, no lo hicieron, y Samsung explicó que el retraso se debió a problemas no especificados con Ice Cream Sandwich y que, en cambio, se lanzarían a fines de abril. Samsung confirmó más tarde que la Galaxy Tab 2 7.0 se lanzaría el 22 de abril, con un precio de $250 para el modelo de 8 GB.

## Características
La Galaxy Tab 2 7.0 se lanzó originalmente con Android 4.0.3 Ice Cream Sandwich. Posteriormente se pudo actualizar a Android 4.2.2 Jelly Bean. Samsung ha personalizado la interfaz con su software TouchWiz UX. Además de aplicaciones de Google, incluidas Google Play, Gmail y YouTube, tiene acceso a aplicaciones de Samsung como ChatON, S Suggest y All Share Play.
La Galaxy Tab 2 7.0 está disponible solo en Wi-Fi, Wi-Fi con IR Blaster (solo disponible en EE. UU. y Canadá) y variantes 3G y Wi-Fi. El almacenamiento varía de 8 GB a 32 GB según el modelo, con una ranura para tarjeta microSD para expansión. Tiene una pantalla LCD PLS de 7 pulgadas con una resolución de 1024x600 píxeles y cámaras frontal y trasera. Aparece con 1 GB de RAM, pero solo se pueden usar 0,77 GB.
Una característica adicional es la funcionalidad "Buscar mi móvil" de Samsung que permite rastrear la ubicación de su dispositivo móvil si se pierde o borrarlo de forma remota.
El dispositivo utiliza el conector patentado de Samsung para conectar un cable de carga/datos USB. Además, se puede usar un adaptador que agrega un puerto USB OTG que permite que la tableta sea un dispositivo host USB. Los dispositivos de almacenamiento masivo USB se pueden conectar sin necesidad de controladores. Además, este puerto admite teclados y ratones USB HID. Las limitaciones de las opciones del dispositivo se basan en la versión del kernel de Linux instalada.

## Recepción
La recepción del Galaxy Tab 2 7.0 ha sido en general positiva. Un crítico de The Verge, David Pierce, comentó: «La Tab 2 es más poderosa que el Kindle Fire o la Nook Tablet, y debido a que ejecuta una versión más completa de Android, es un dispositivo más capaz si está interesado en algo más que solo leer». Tanto Pierce como James Stables de TechRadar elogiaron el tamaño y el peso del dispositivo, así como el bajo precio en comparación con otras tabletas de tamaño completo. Se hicieron algunas críticas sobre la calidad de la pantalla, Stables la describió como «sosa y que no responde», y David Ludlow de Expert Reviews criticó la baja resolución en comparación con el Google Nexus 7 de 2012, a pesar de que lo encontraba impresionante.

## Variantes
Verizon lanzó el Galaxy Tab 2 (7.0) con el nombre de «Galaxy Tab 2 (7.0) 4G LTE». Este dispositivo se vendió en las tiendas de Verizon Wireless.